# Hierarquia militar da Suécia
A partir de 2009, as Forças Armadas da Suécia têm os seguintes postos hierárquicos no Exército:

## Insígnias e graduações doExército da Suécia

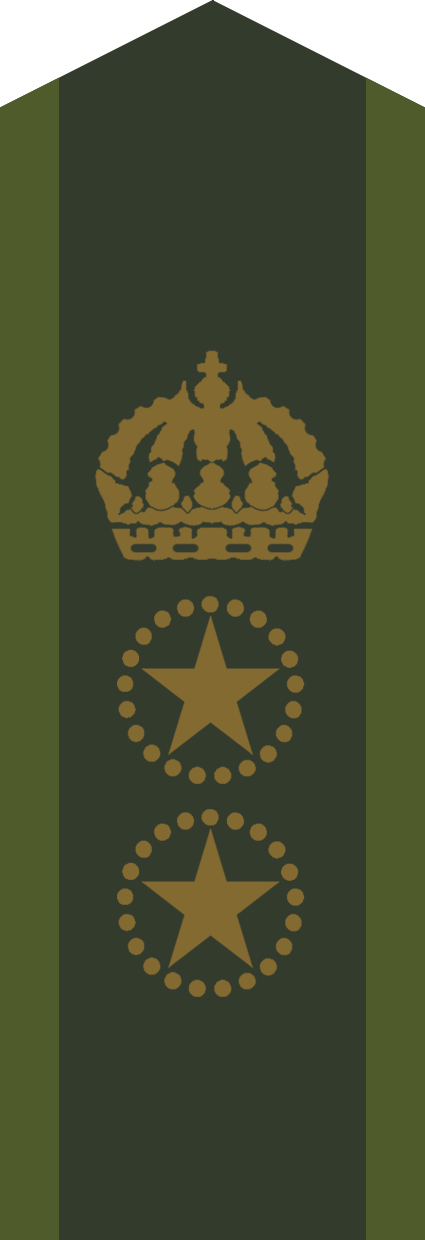
Administrador de regimento (Regementsförvaltare)
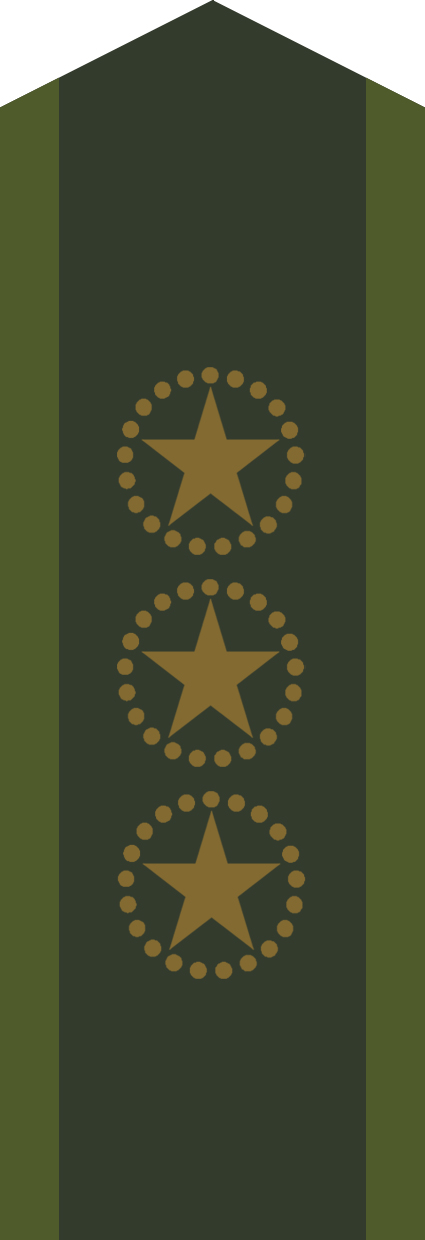
Administrador (Förvaltare)
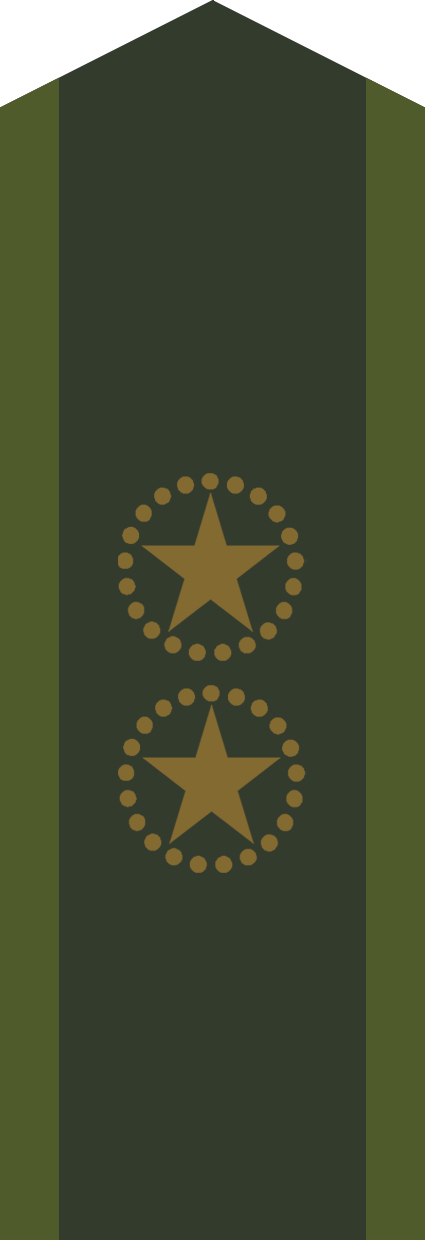
Sargento (Fanjunkare)
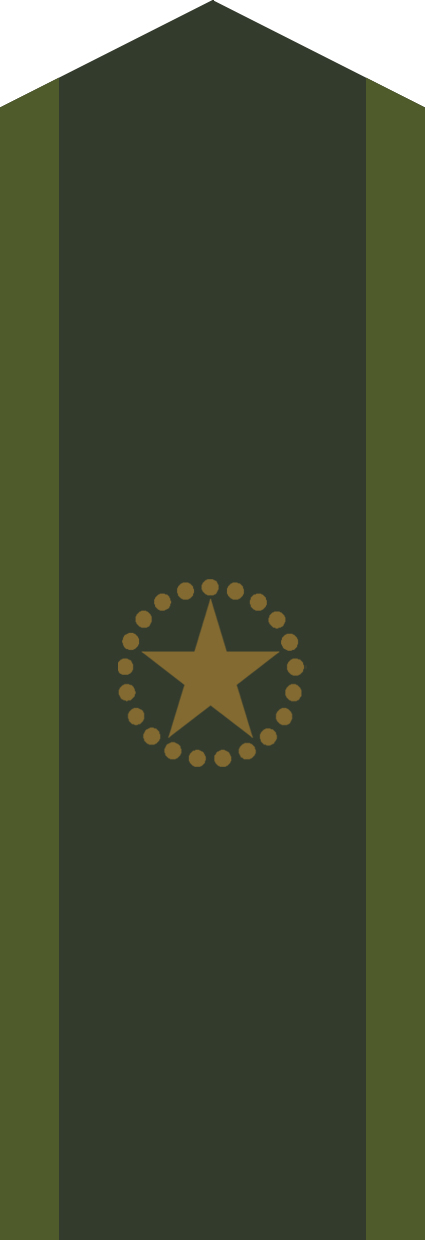
Primeiro-Sargento (Förste sergeant)

Oficiais

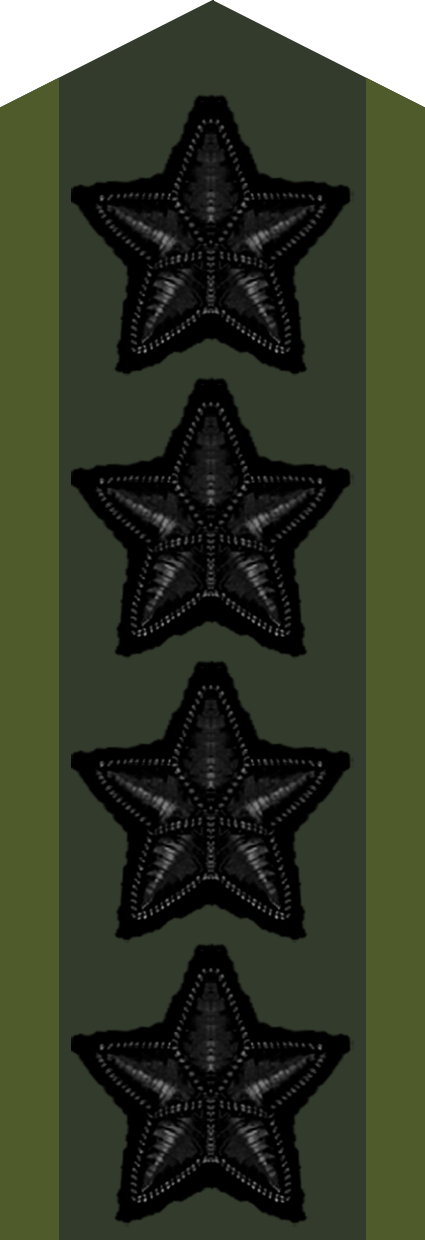
General (General)
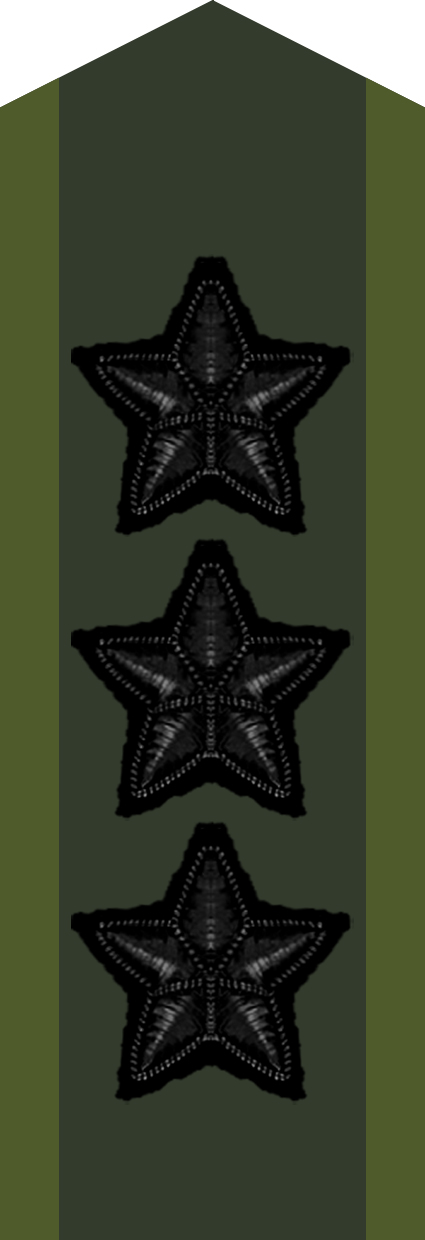
Tenente-General (Generallöjtnant)
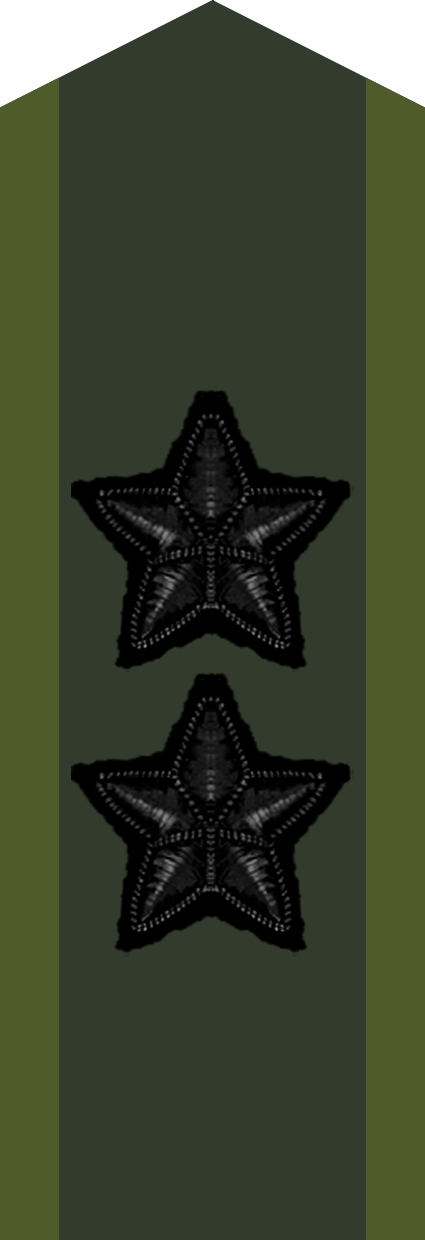
Major-General (Generalmajor)
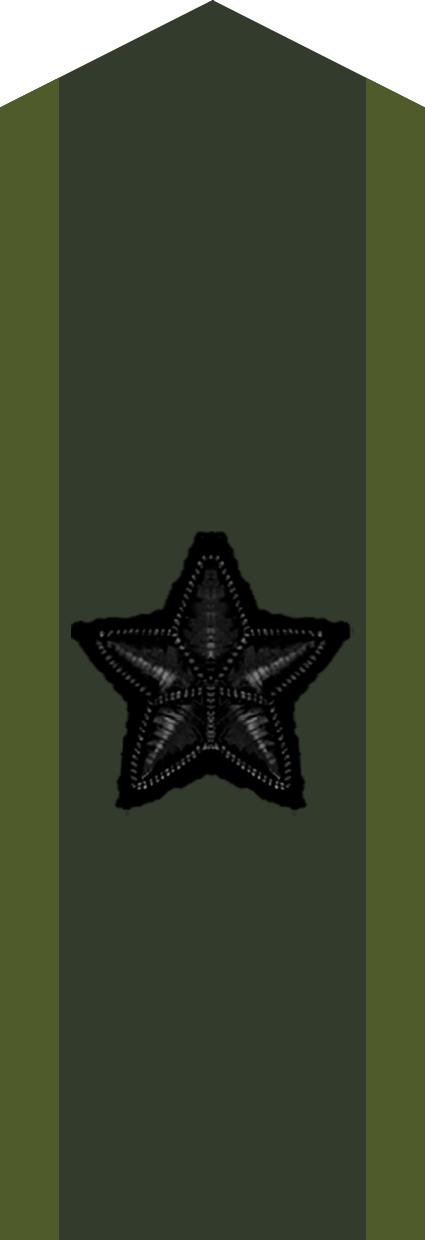
Brigadeiro-General (Brigadgeneral)
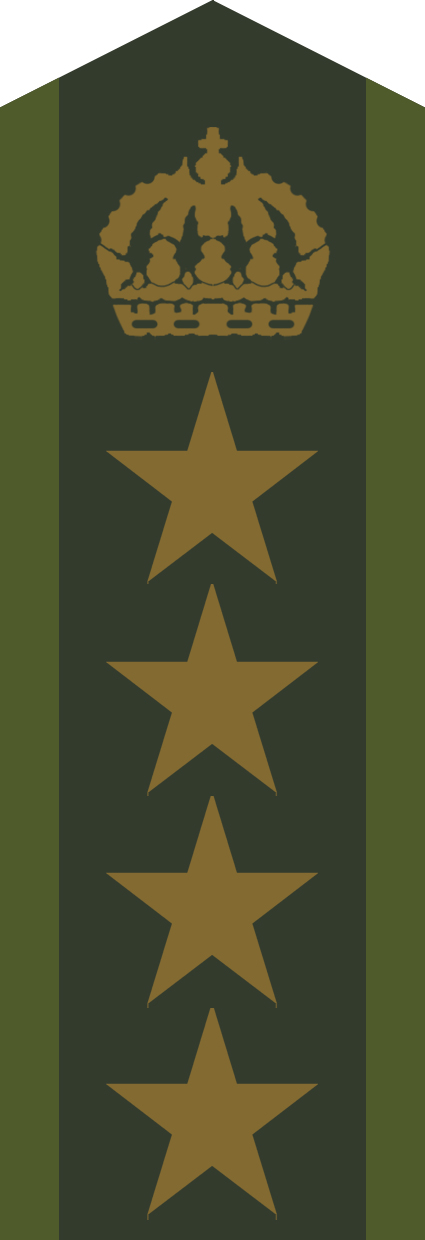
Coronel 1º Grau (Överste 1.gr.)
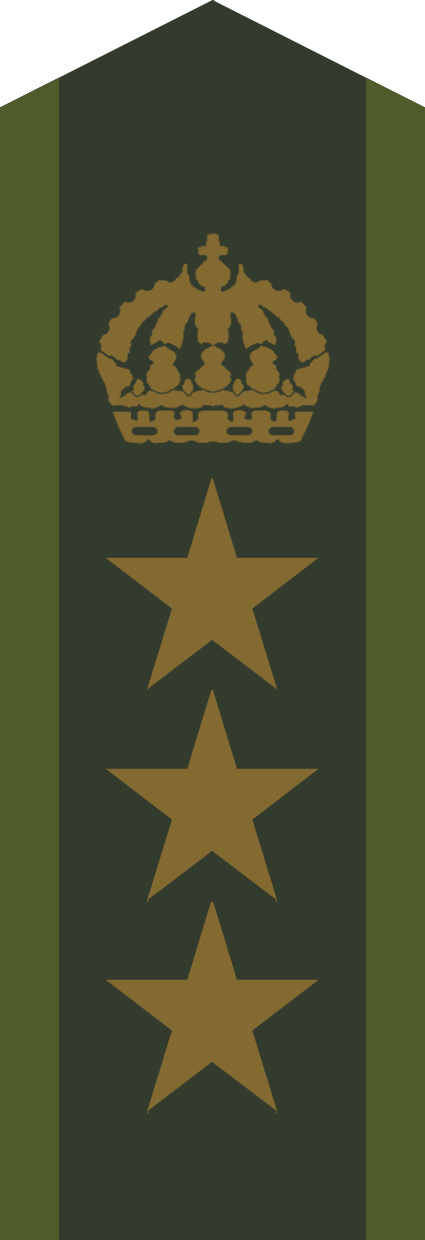
Coronel (Överste)
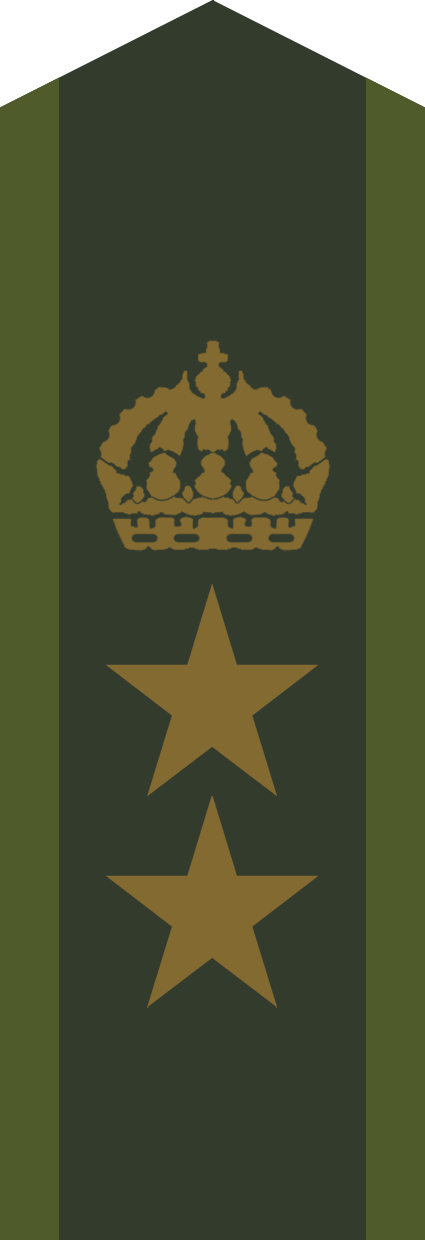
Tenente-Coronel (Överstelöjtnant)
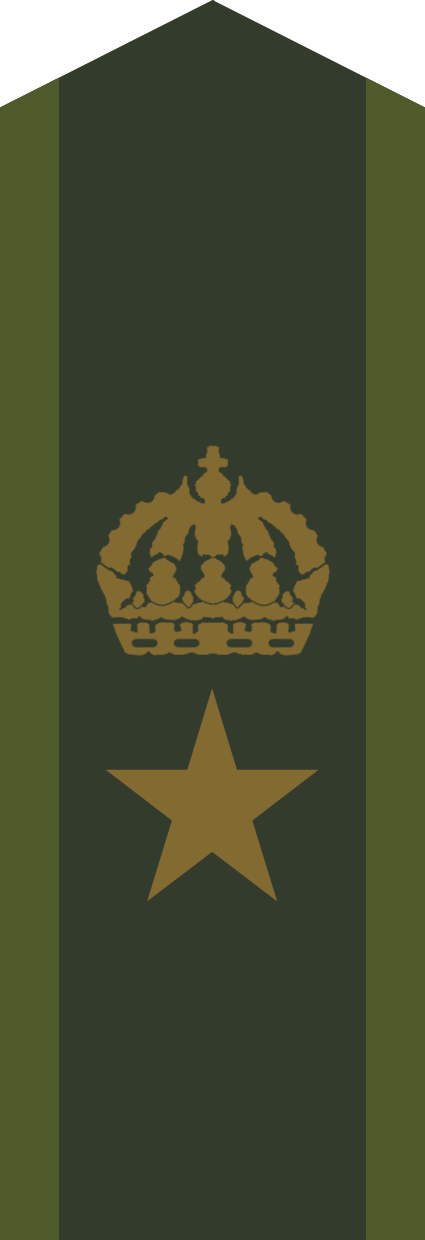
Major (Major)
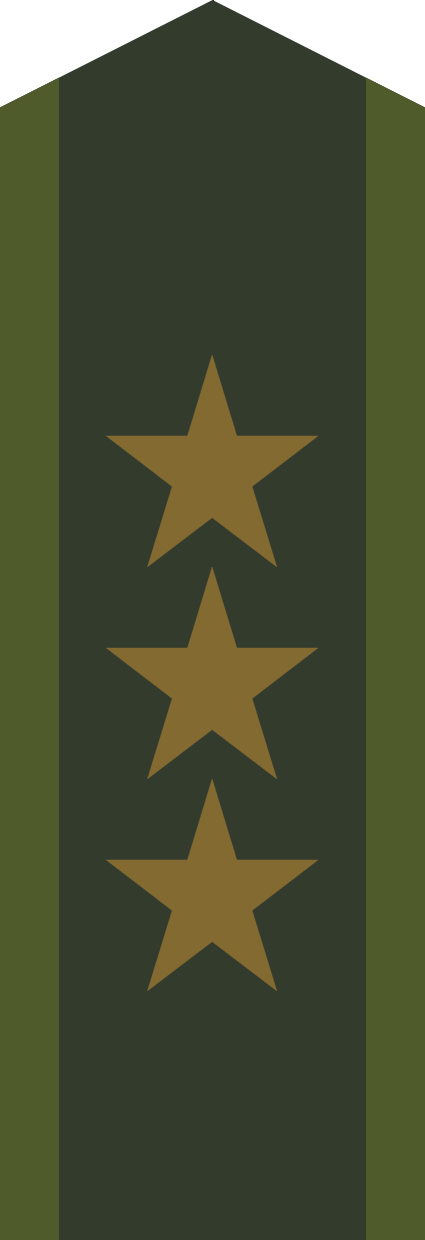
Capitão (Kapten)
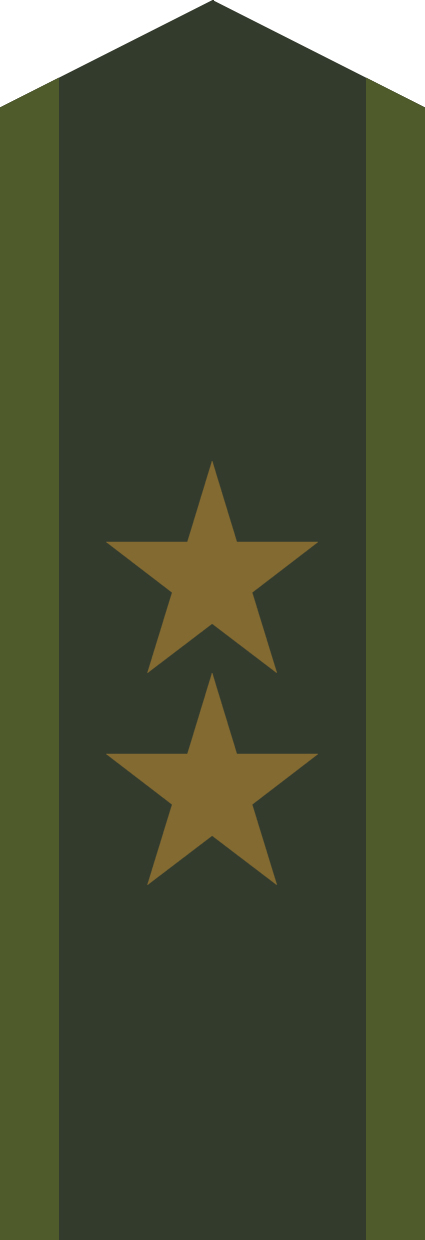
Tenente (Löjtnant
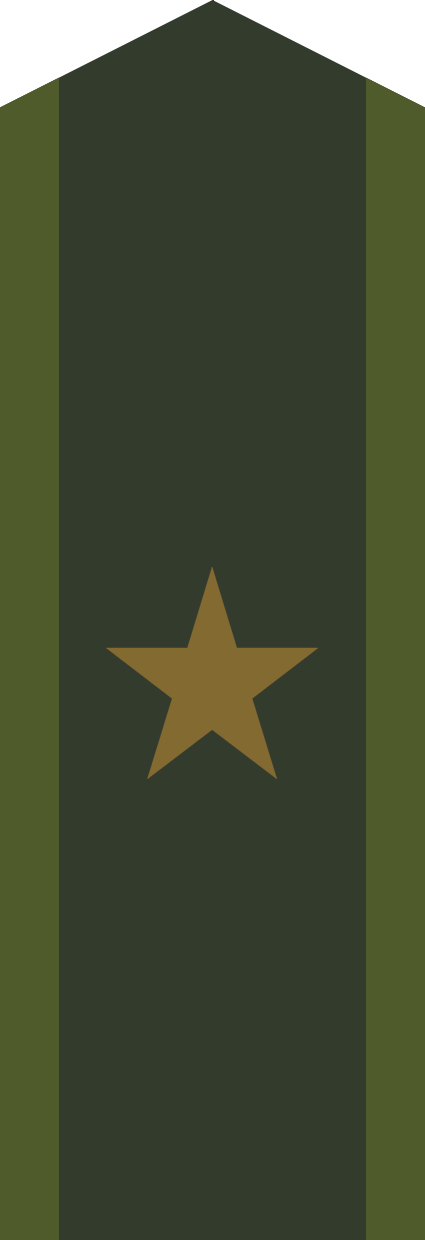
Alferes (Fänrik)

Oficiais especialistas
- Administrador de regimento
(Regementsförvaltare)
- Administrador
(Förvaltare)
- Sargento
(Fanjunkare)
- Primeiro-Sargento
(Förste sergeant)

Sargentos e soldados

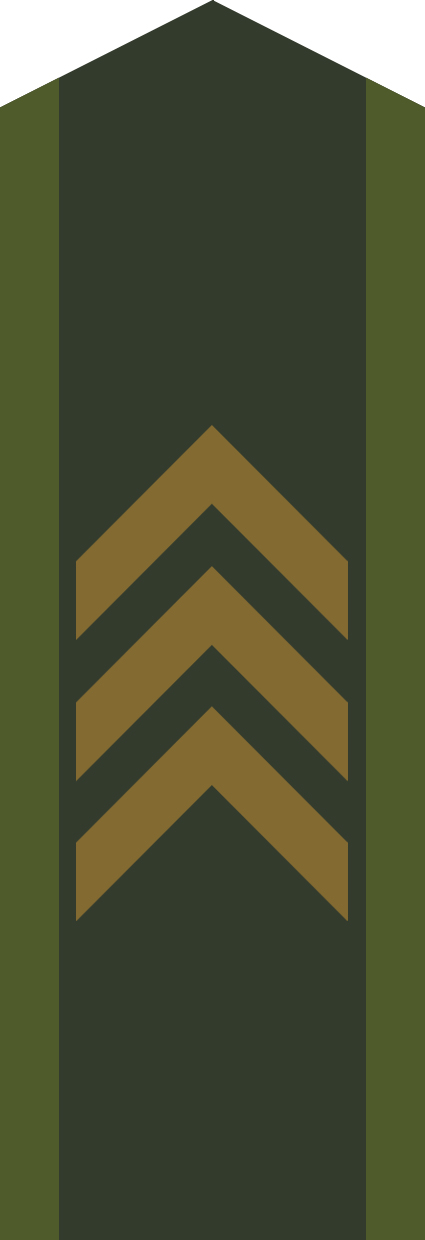
Sargento (Sergeant)
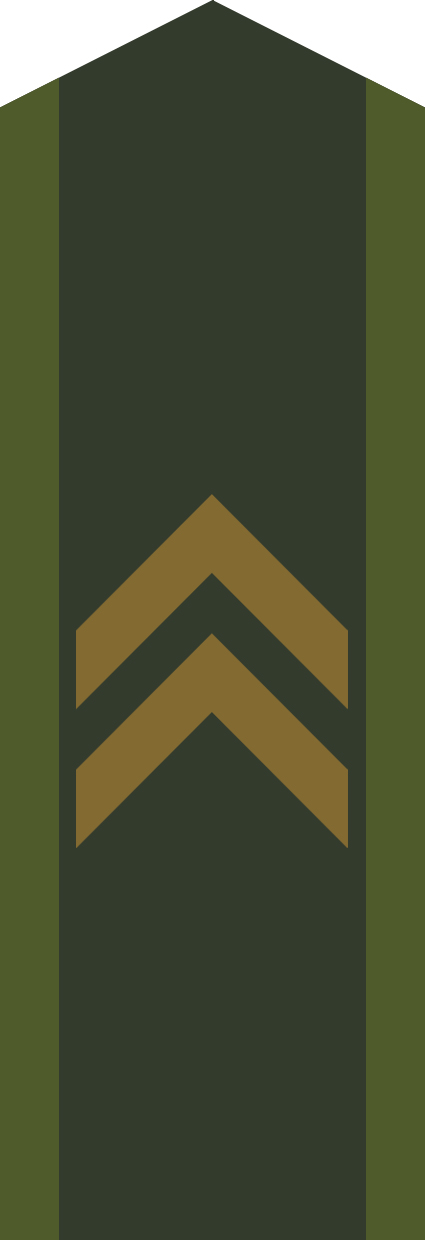
Cabo (Korpral)
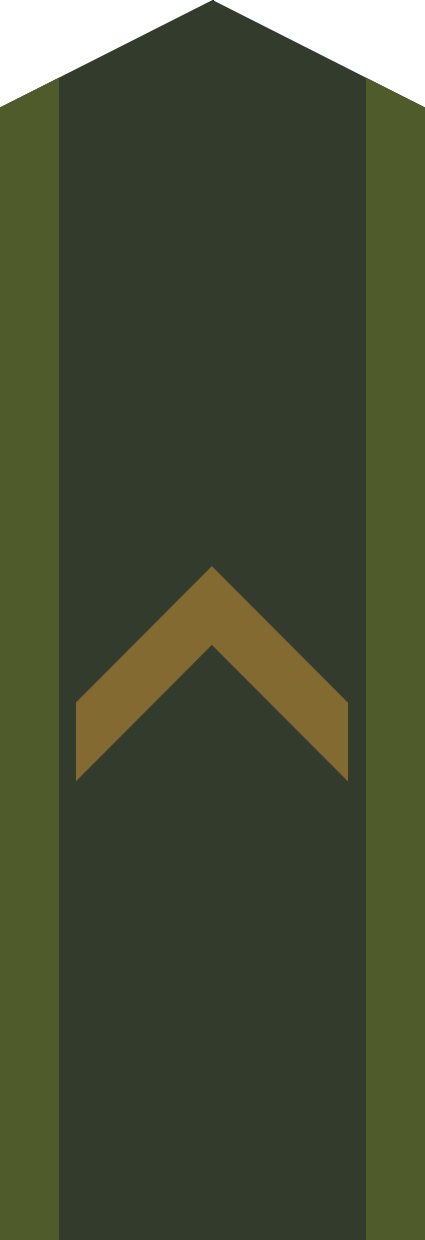
Vice-Cabo (Vicekorpral)
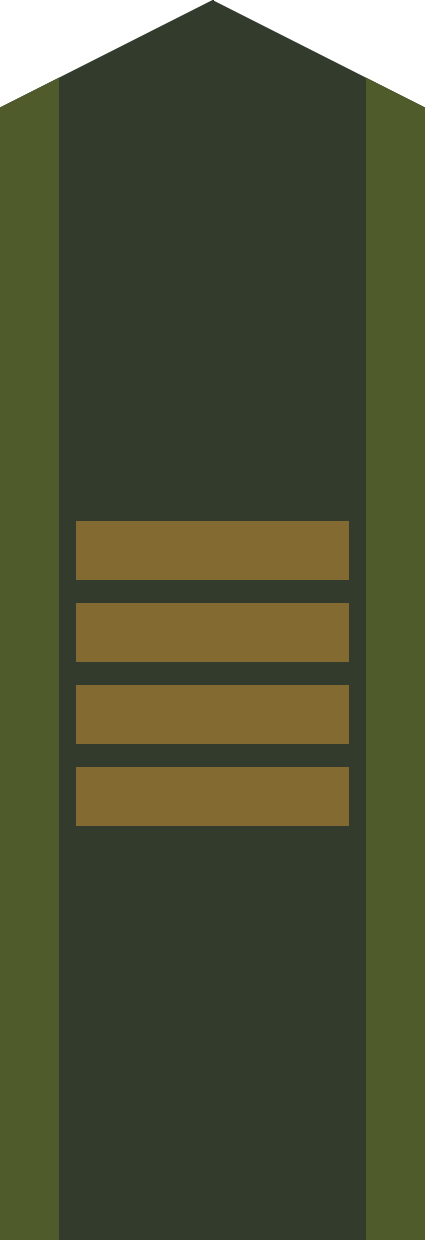
Soldado 1ª Classe (Com sete anos de serviço) (Menig 1. klass)
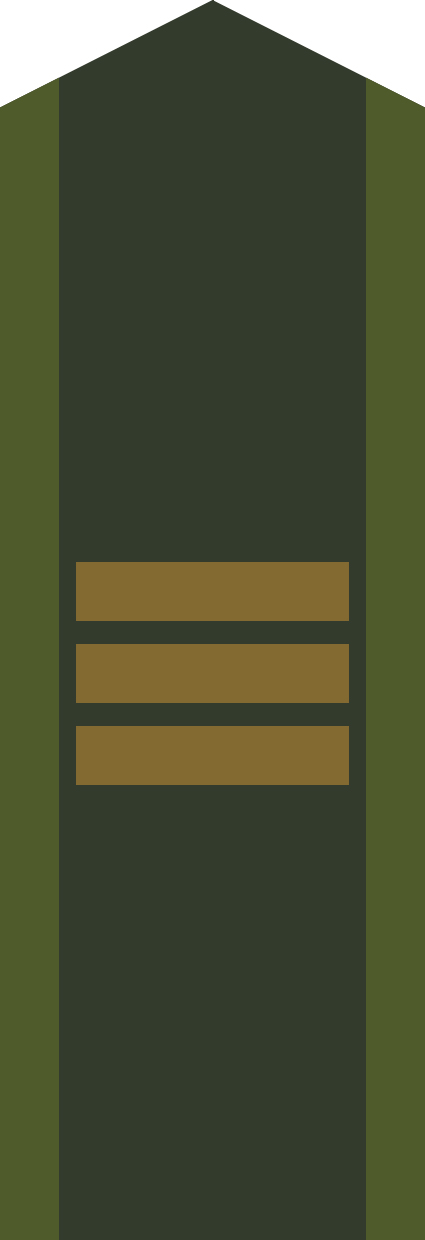
Soldado 1ª Classe (Com cinco anos de serviço) (Menig 1. klass)
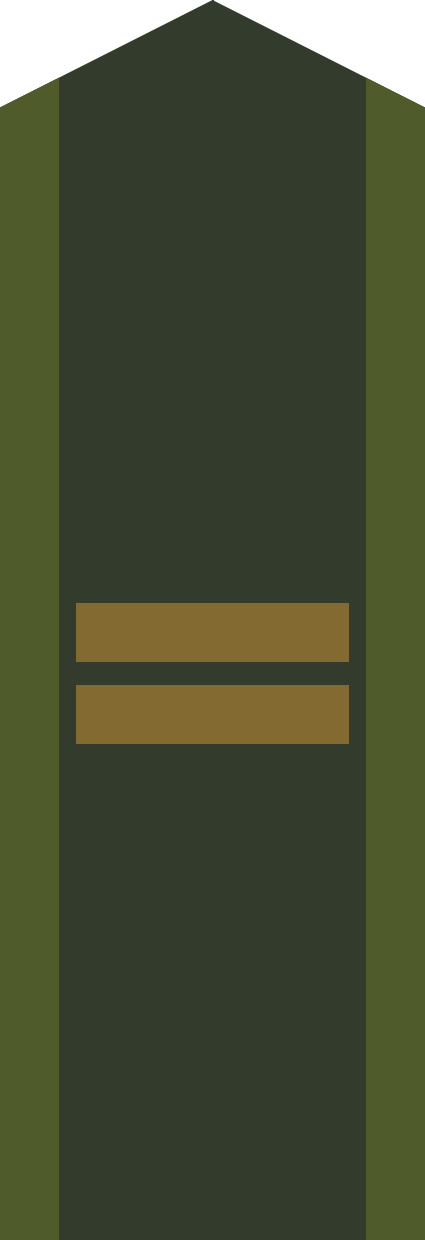
Soldado 1ª Classe (Com três anos de serviço) (Menig 1. klass)
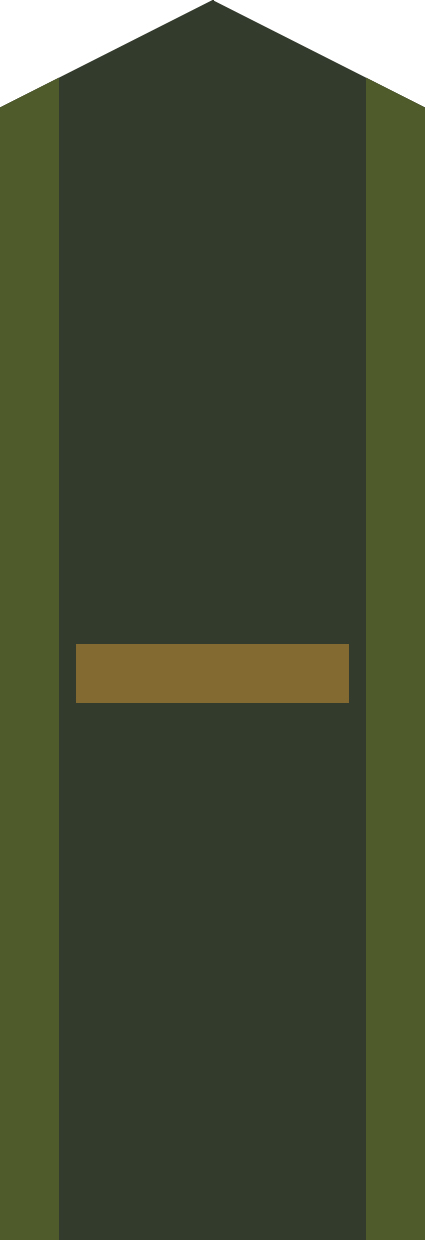
Soldado 1ª Classe (Menig 1. klass)